# 明信片软件
明信片軟體是一個近似共享軟體的軟體發行形式，用戶在使用時會看到提醒訊息向軟體開發者傳送一張明信片（或是郵票等收藏品）以示謝意。
這形式亦與啤酒軟體相近。「電郵軟體」作用相同，不過開發者會要求用戶傳送一封電子郵件。
明信片軟體通常不會強制要求用戶傳送明信片後才可使用該軟體。